# Classe Yankee
La classe Yankee est le code OTAN pour un type de sous-marin nucléaire lanceur d'engins qui a été initialement mis en service par l'Union soviétique vers 1968.

## Historique
34 unités ont été produites sous la désignation soviétique Projet 667A « Navaga » (nommée d'après le poisson éponyme (en)) et Project 667AU « Nalim » (barbot). 24 ont été construites à Severodvinsk pour la Flotte du Nord et les 10 autres restantes à Komsomolsk-sur-l'Amour pour la Flotte du Pacifique. Le navire-tête de cette classe est le K-137 Leninets. Cette classe est la première classe de sous-marins nucléaires lanceurs d'engins soviétiques à être dotée d'une puissance de feu thermonucléaire comparable aux sous-marins Polaris de l'United States Navy et de la Royal Navy.
Par rapport à la classe Hotel, les sous-marins de classe Yankee se révèlent être davantage furtifs dans l'océan. Ils embarquent 16 missiles balistiques R-27 Zyb d'une portée de 1 500 milles marins (2 778 km) à 2 500 milles marins (4 630 km). En immersion, leur vitesse maximale est de 27 nœuds et de 13 nœuds en surface. Ils sont retirés du service de la Marine soviétique à la fin de la guerre froide, en raison de leur obsolescence grandissante et à la suite des négociations sur la limitation des armements stratégiques et le traité de réduction des armes stratégiques. Durant leurs années de service, seul le K-219 a été perdu en 1986 dans l'Atlantique nord en raison d'une explosion et d'un incendie à bord.
Il fallait de trois à quatre ans minimum pour remettre en service un de ces bateaux après la visite d'entretien décennal.

## Les différents types
Il existe huit versions différentes de sous-marins de la classe Yankee (toutes ont été retirées du service) :
- Yankee I (Projet 667A) : il s’agit de la configuration initiale, ces sous-marins nucléaires lanceurs d’engins entrent en service pour la première fois en 1968 ; 34 seront construits. Ces sous-marins emportaient 16 missiles R-27 Zyb (code OTAN : SS-N-6), disposaient de 6 tubes lance-torpilles et emportaient 18 torpilles Type 53. Il s’agit des premiers sous-marins nucléaires lanceurs d’engins soviétiques à emporter ses missiles balistiques dans sa coque (en non dans son kiosque comme c’était le cas sur les bâtiments des classes antérieures).
- Yankee II (Projet 667AM « Navaga M ») : cette version modifiée des sous-marins Yankee I ne comportera qu’un seul bâtiment : le K-140 qui sera converti pour pouvoir emporter 12 missiles R-31 (en) (SS-N-17), les premiers missiles balistiques de la Marine soviétique à propergol solide. L’existence de ce seul prototype conduira à l’élaboration de plusieurs théories quant à la place et au rôle unique du Yankee II dans l’arsenal soviétique qui aurait justifié le maintien de ce seul bâtiment comme arme unique. L’une de ces théories suggère qu’il avait été conçu afin de pouvoir procéder à la mise en orbite de satellites en urgence. Par la suite, il sera proposé que les missiles SS-N-17 aient une capacité de reciblage leur permettant de frapper des groupes aéronavals.
- Yankee Notch (Projet 667AT « Groucha ») : quatre sous-marins Yankee I seront transformés selon cette configuration en sous-marins nucléaires d'attaque et mis en service à partir de 1983. Cette configuration se caractérise par une « encoche cintrée » (en anglais : notch waisted) au milieu de la coque, à la place du compartiment des missiles balistiques, pouvant accueillir jusqu'à 40 missiles RK-55 (ou des torpilles additionnelles) et comprenant 8 tubes lance-torpilles de diamètre 533 mm. Les tubes lance-torpilles avant sont conservés, certains rapports suggérant que ces bâtiments aient été capables de tirer des torpilles Type 65 de 650 mm. L'accent mis sur la capacité d'emport de missiles SS-N-21 additionnels suggère que ces sous-marins avaient un rôle tactique, ou qu'ils étaient pensés dans le cadre de la « capacité de seconde frappe ». Cette configuration prend en compte les limitations imposées par les accords SALT (qui concernaient les missiles balistiques mais pas les missiles de croisière) et est typique du manque de volonté soviétique d'écarter complètement tout matériel militaire qui pourrait encore avoir une certaine utilité. La modification comprend un allongement de la coque de 12 m à 141,5 m, avec un déplacement en plongée qui passe à 11 500 tonnes. Alors qu'ils étaient classés en SSN (sous-marins d'attaque), ces bâtiments pouvaient également être considérés comme des SSGN en vertu de leur importante dotation en missiles.
- Yankee Sidecar (Projet 667M « Andromeda ») : il s'agit à nouveau d'une modification qui ne concernera qu'un seul sous-marin, le K-420, converti en sous-marin nucléaire lanceur de missiles de croisière. Cette modification a lieu en 1983, le sous-marin est modifié pour emporter 12 missiles de croisière Kh-90 Meteorit (SS-NX-24) à ogives nucléaires au lieu des missiles balistiques. Les missiles SS-NX-24 étaient des missiles de croisière expérimentaux, avec un régime de vol supersonique et deux ogives nucléaires. Conçu comme une arme stratégique tri-service, ce sous-marin aurait rempli un rôle différent que celui des sous-marins nucléaires lanceurs de missiles de croisière à vocation tactique de la classe Oscar de la même époque. Finalement, le missile ne sera pas adopté et le K-420 devient un système d'armes sans armes. Le déplacement du sous-marin était de 13 650 tonnes en plongée et sa coque avait été allongée, davantage encore que le Yankee Notch, à 153 m de long, pour accueillir les missiles de croisière.
- Yankee SSN :  16 sous-marins de la classe Yankee I seront convertis en sous-marins nucléaires d'attaque (SSN). Certains ne furent pas complètement transformés, et bien qu'ils ne puissent pas transporter de missiles balistiques, ils étaient appelés Yankee SSNX. Ces sous-marins ne conservèrent que les tubes lance-torpilles avant, le compartiment central des missiles ayant été retiré.
- Yankee Pod (Projet 09774 « Akson ») : le Yankee Pod (également connu sous le nom de Yankee SSAN) est une adaptation du sous-marin K-403 Kazan, qui était utilisé pour tester les équipements du sonar ; avec une structure en forme de cosse montée au sommet de la gouverne de direction (comme sur les sous-marins d'attaque de la classe Victor-III). D'autres systèmes de capteurs avaient été intégrés, notamment sur les côtés du kiosque.
- Yankee Stretch (Projet 09774) : la conversion du K-411, en Yankee Stretch, afin de devenir un vaisseau-mère des sous-marins de poche de la classe Paltus. Le sous-marin mesurait 160 m après modification, ce qui faisait de lui le plus long de la classe Yankee. Comme le Yankee Pod, il était dépourvu de missiles. Ses missions comprenaient, selon toute vraisemblance, un mélange de recherches océanographiques, des missions de recherche et de sauvetage et la collecte sous-marine de renseignements[1].
- Yankee Big Nose (projet 09780 « Akson-2 ») : le K-403 Kazan est à nouveau modifié afin de tester la furtivité des sous-marins russes de 4e génération. Un système sonar « Irtysh » avec une antenne sphérique « Amfora », est installé à l'avant du sous-marin. La modification du K-415 selon cette configuration a débuté en 1987 mais elle n'est jamais achevée en raison de la fin de la guerre froide et du manque de moyens financiers.

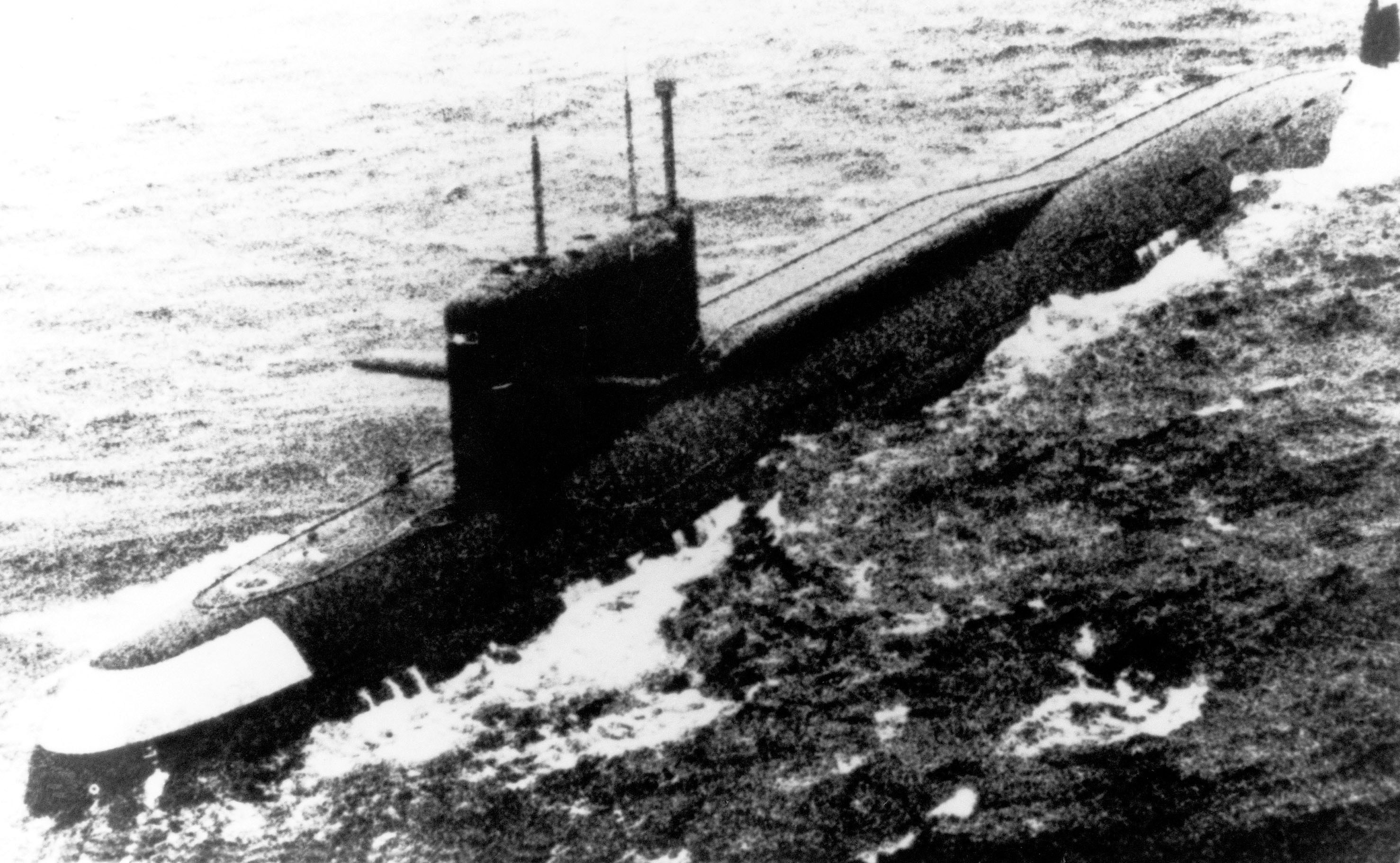
Sous-marin de la classe Yankee I.
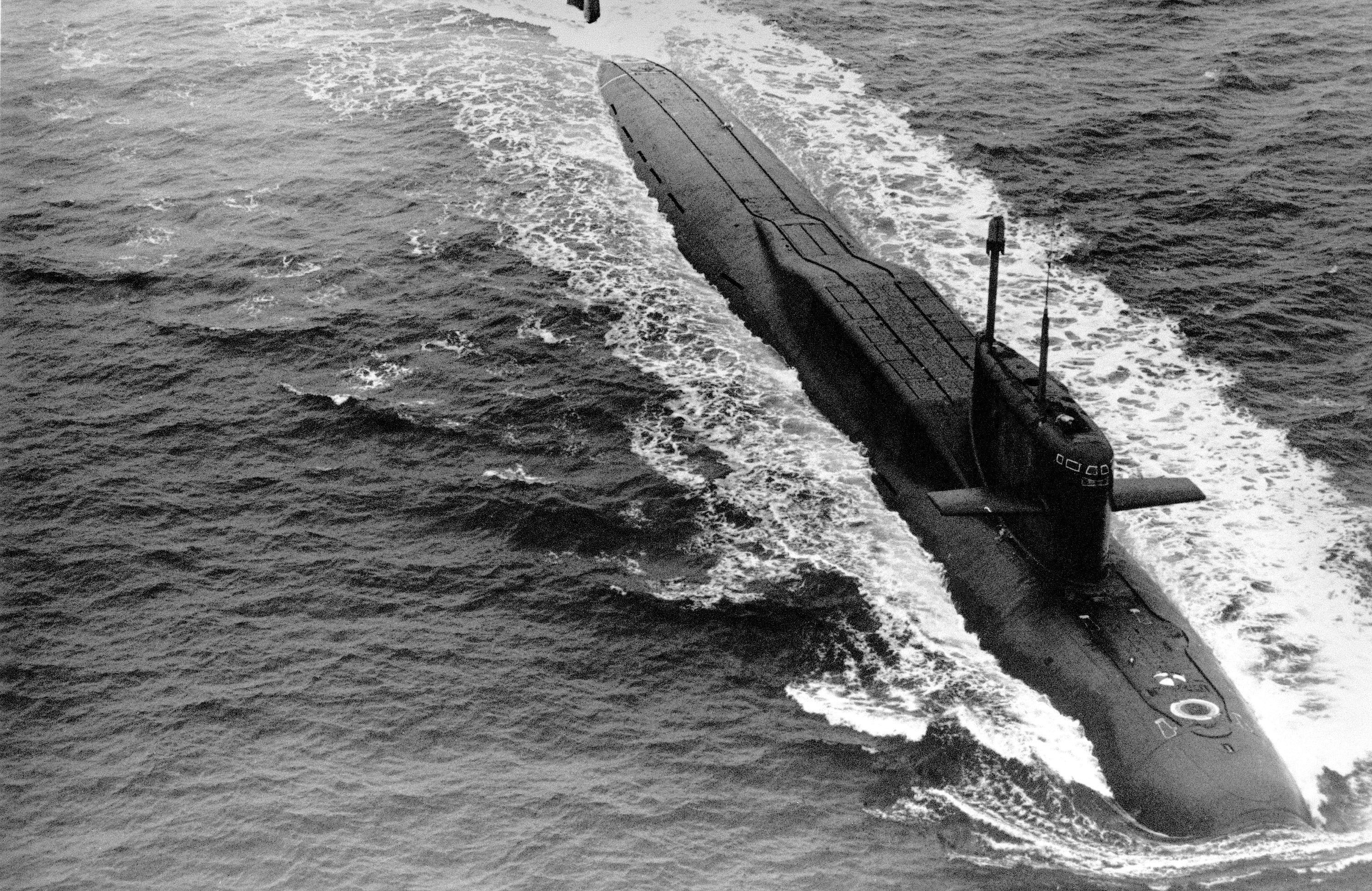
Le K-140, sous-marin de la classe Yankee II, 1987.
Silhouette d'un sous-marin Yankee Big Nose.

## Liste des sous-marins de la classe
| Nom   | Projet        | Chantier                                     | Quille posée      | Lancement          | Commissionné      | Statut                                             |
| ----- | ------------- | -------------------------------------------- | ----------------- | ------------------ | ----------------- | -------------------------------------------------- |
| K-137 | 667A, 667AU   | Sevmash, Severodvinsk                        | 4 novembre 1964   | 11 septembre 1966  | 6 novembre 1967   | Retiré du service le 3 avril 1994, démantelé       |
| K-140 | 667A, 667AM   | Sevmash, Severodvinsk                        | 19 septembre 1965 | 23 août 1967       | 30 décembre 1967  | Retiré du service le 19 avril 1990, démantelé      |
| K-26  | 667AU         | Sevmash, Severodvinsk                        | 30 décembre 1965  | 23 décembre 1967   | 3 septembre 1968  | Retiré du service le 17 juillet 1988, démantelé    |
| K-32  | 667A          | Sevmash, Severodvinsk                        | 25 février 1966   | 25 avril 1968      | 26 octobre 1968   | Retiré du service le 19 avril 1990, démantelé      |
| K-216 | 667A          | Sevmash, Severodvinsk                        | 6 juin 1966       | 6 août 1968        | 27 décembre 1968  | Retiré du service en 1985, démantelé               |
| K-207 | 667A          | Sevmash, Severodvinsk                        | 4 novembre 1966   | 20 septembre 1968  | 30 mai 1968       | Retiré du service le 30 mai 1989, démantelé        |
| K-210 | 667A          | Sevmash, Severodvinsk                        | 16 décembre 1966  | 29 décembre 1968   | 6 août 1969       | Retiré du service le 17 juillet 1988, démantelé    |
| K-249 | 667A          | Sevmash, Severodvinsk                        | 18 mars 1967      | 30 mars 1969       | 27 septembre 1969 | Retiré du service le 17 juillet 1988, démantelé    |
| K-253 | 667A, 667AT   | Sevmash, Severodvinsk                        | 26 juin 1967      | 5 juin 1969        | 28 novembre 1969  | Retiré du service, démantelé                       |
| K-395 | 667A, 667AT   | Sevmash, Severodvinsk                        | 8 septembre 1967  | 28 juillet 1969    | 5 décembre 1969   | Retiré du service, démantelé                       |
| K-339 | 667A          | Chantier naval Leninski Komsomol, Komsomolsk | 23 février 1968   | 23 juin 1969       | 24 décembre 1969  | Retiré du service le 19 avril 1990, démantelé      |
| K-408 | 667A, 667AT   | Sevmash, Severodvinsk                        | 20 janvier 1968   | 10 septembre 1969  | 25 décembre 1969  | Retiré du service le 17 juillet 1988, démantelé    |
| K-411 | 667A, 667AN   | Sevmash, Severodvinsk                        | 25 mai 1968       | 16 janvier 1970    | 31 août 1970      | Retiré du service, démantelé                       |
| K-418 | 667A          | Sevmash, Severodvinsk                        | 29 juin 1968      | 14 mars 1970       | 22 septembre 1970 | Retiré du service le 17 mars 1989, démantelé       |
| K-420 | 667A, 667M    | Sevmash, Severodvinsk                        | 12 octobre 1968   | 25 avril 1970      | 29 octobre 1970   | Retiré du service, démantelé                       |
| K-423 | 667A, 667AT   | Sevmash, Severodvinsk                        | 13 janvier 1969   | 7 avril 1970       | 13 novembre 1970  | Retiré du service, démantelé                       |
| K-434 | 667AU         | Chantier naval Leninski Komsomol, Komsomolsk | 23 février 1969   | 29 mai 1970        | 30 novembre 1970  | Retiré du service le 17 mars 1989, démantelé       |
| K-426 | 667A          | Sevmash, Severodvinsk                        | 17 avril 1969     | 28 août 1970       | 22 décembre 1970  | Retiré du service le 19 avril 1990, démantelé      |
| K-236 | 667AU         | Chantier naval Leninski Komsomol, Komsomolsk | 6 novembre 1969   | 4 août 1970        | 27 décembre, 1970 | Retiré du service le 1er septembre 1990, démantelé |
| K-415 | 667A, 667AK-2 | Sevmash, Severodvinsk                        | 4 juillet 1969    | 26 septembre 1970  | 30 décembre 1970  | Retiré du service le 6 août 1987, démantelé        |
| K-403 | 667A, 667AK-1 | Sevmash, Severodvinsk                        | 18 août 1969      | 25 mars 1971       | 12 août 1971      | Statut inconnu                                     |
| K-389 | 667A          | Chantier naval Leninski Komsomol, Komsomolsk | 26 juillet 1970   | 27 juin 1971       | 25 novembre 1971  | Retiré du service le 19 avril 1990, démantelé      |
| K-245 | 667AU         | Sevmash, Severodvinsk                        | 16 octobre 1969   | 9 août 1971        | 16 décembre 1971  | Retiré du service le 14 mars 1992, démantelé       |
| K-219 | 667AU         | Sevmash, Severodvinsk                        | 28 mai 1970       | 8 octobre 1971     | 31 décembre 1971  | Coulé le 3 octobre 1986                            |
| K-252 | 667A          | Chantier naval Leninski Komsomol, Komsomolsk | 25 décembre 1970  | 12 septembre 1971  | 31 décembre 1971  | Retiré du service le 17 mars 1989, démantelé       |
| K-214 | 667AU         | Sevmash, Severodvinsk                        | 19 février 1970   | 1er septembre 1971 | 8 février 1972    | Retiré du service le 24 juin 1991, démantelé       |
| K-228 | 667AU         | Sevmash, Severodvinsk                        | 4 septembre 1970  | 3 mai 1972         | 30 septembre 1972 | Retiré du service le 3 septembre 1994, demantelé   |
| K-258 | 667AU         | Chantier naval Leninski Komsomol, Komsomolsk | 30 mars 1971      | 26 mai 1972        | 30 septembre 1972 | Retiré du service le 16 juin 1991, démantelé       |
| K-241 | 667AU         | Sevmash, Severodvinsk                        | 24 décembre 1970  | 9 juin 1972        | 23 octobre 1972   | Retiré du service le 16 juin 1992, démantelé       |
| K-444 | 667AU         | Sevmash, Severodvinsk                        | 8 avril 1971      | 1er août 1972      | 23 décembre 1972  | Retiré du service le 30 septembre 1994, démantelé  |
| K-446 | 667AU         | Chantier naval Leninski Komsomol, Komsomolsk | 7 novembre 1971   | 8 août 1972        | 22 janvier 1973   | Retiré du service le 17 mars 1993, démantelé       |
| K-451 | 667AU         | Sevmash, Severodvinsk                        | 23 février 1972   | 29 avril 1973      | 7 septembre 1971  | Retiré du service le 16 juin 1991, démantelé       |
| K-436 | 667AU         | Chantier naval Leninski Komsomol, Komsomolsk | 7 novembre 1972   | 25 juillet 1973    | 5 décembre 1973   | Retiré du service le 14 mars 1992, démantelé       |
| K-430 | 667AU         | Chantier naval Leninski Komsomol, Komsomolsk | 27 juillet 1973   | 28 juillet 1974    | 25 décembre 1974  | Retiré du service le 12 janvier 1995, démantelé    |

## Galerie

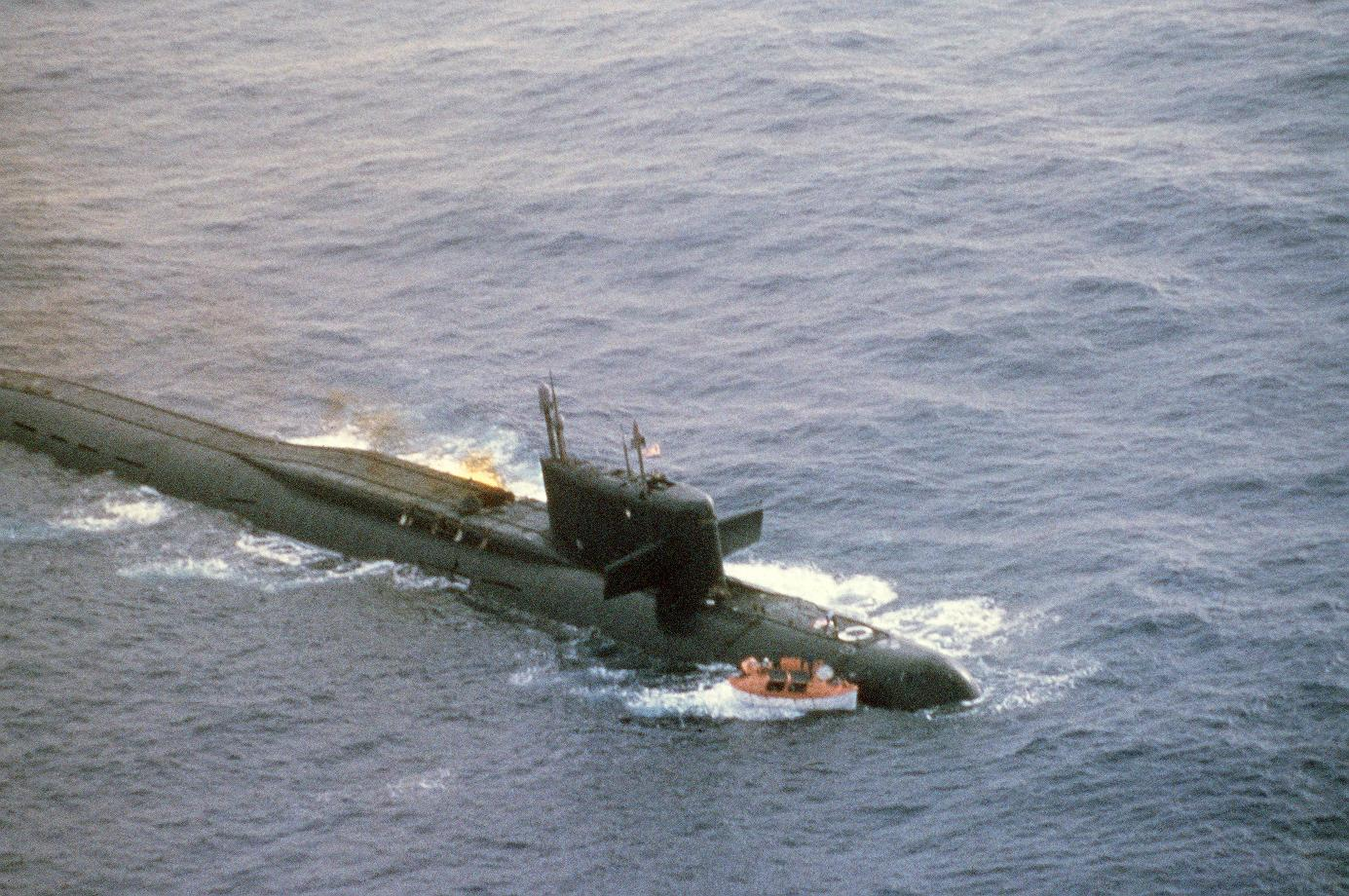
Le K-219 endommagé en 1986.
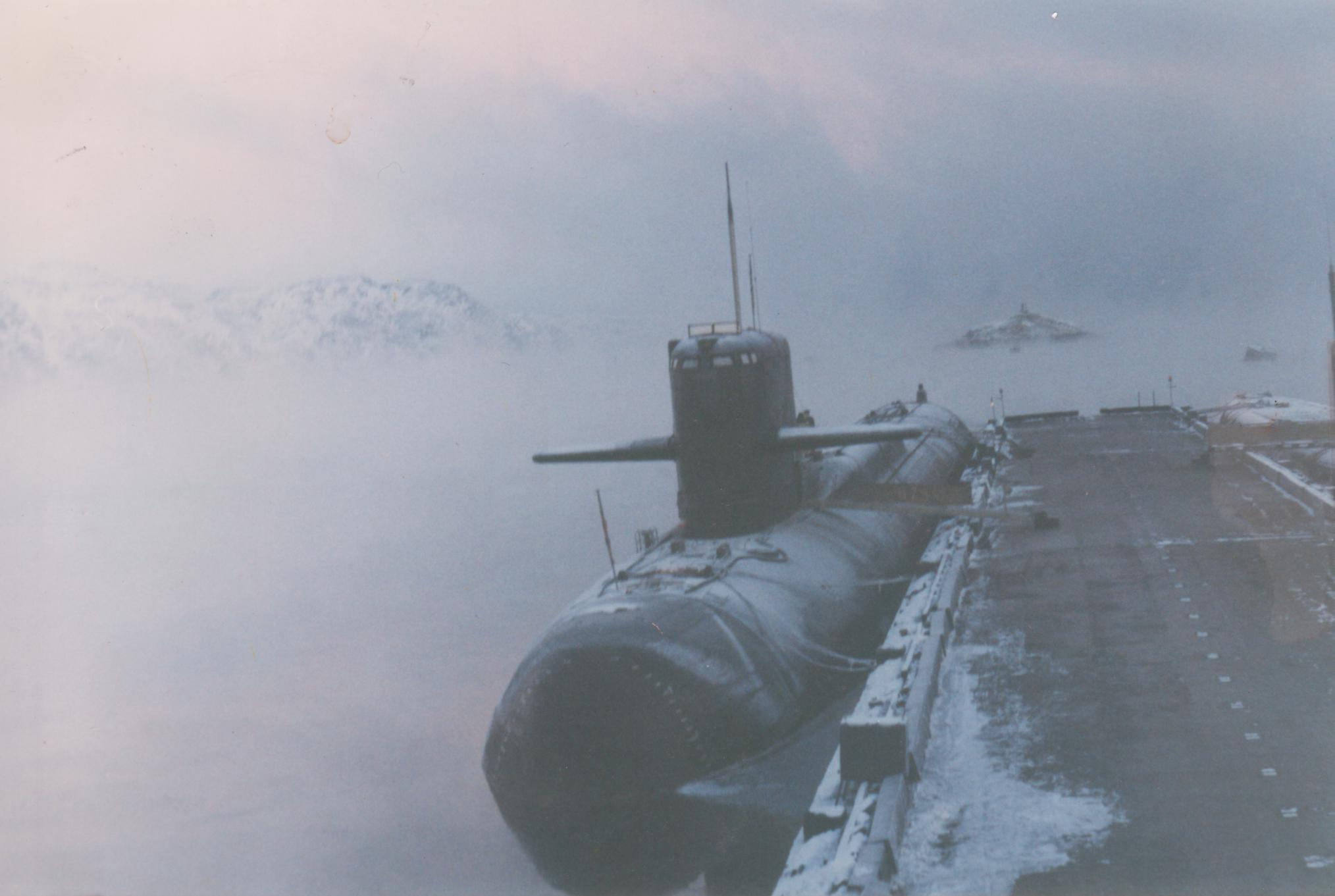
Le sous-marin K-411.
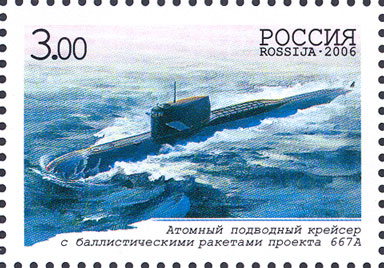
Timbre russe commémorant le 100e anniversaire des forces sous-marins de la Marine russe, 2006 et faisant figurer un sous-marin de classe Yankee (Projet 667A).